# حشمت مؤید

حشمت مؤید

حشمت‌الله مؤید سنندجی ( آبان ۱۳۰۶ یا نوامبر ۱۹۲۷ - درگذشت 25 ژوئن 2018) در خانواده‌ای بهایی در شهر همدان چشم به جهان گشود. مؤید در سال ۱۹۴۹ در رشته ادبیات فارسی و عرب موفق به اخذ مدرک کارشناسی از دانشگاه تهران شد. او پس از فارغ‌التحصیل شدن از دانشگاه، سفری یک ساله به دور تا دور ایران آغاز کرد. او در این سفر از نزدیک با سنن و زندگی ایرانیان در نقاط مختلف کشور آشنا شد و با مردم این مناطق دیدار و گفت‌وگو کرد. حاصل این سفر، دفترچه‌ای از خاطرات و گزارش‌های روزانه او است که تصویری با جزییات از آداب و رسوم و فرهنگ حتی مواد غذایی و اسامی خاص نقاط مختلف ایران در آن دیده می‌شود. این یادداشت‌ها در کتابی به نام «یاد یاران» در سال ۲۰۱۵ از سوی «نشر خرد» در آمریکا منتشر شد.
حشمت مؤید در سال ۱۹۵۱ برای تکمیل تحصیلات راهی دانشگاه فرانکفورت در آلمان شد. او در دانشگاه فرانکفورت به تکمیل تحصیلات در رشته ادبیات فارسی و آلمانی و همچنین به مطالعه و تحقیق در تصوف و اسلام زیر نظر پروفسور «هلموت ریتر»، خاورشناس و ایران‌شناس مشهور آلمانی مشغول شد. دکتر مؤید در سال ۱۹۵۸، رساله دکترای خود را در مورد احمد جام، شاعر مشهور ایرانی قرن پنجم و ششم هجری نوشت. پایان‌نامه دکتر مؤید به نام «مقامات غزنوی» به زبان آلمانی منتشر شده است.

## آثار
- موید، حشمت (۱۳۶۶). «برگزیده‌ها: به یاد هشتادمین سالگرد تولد پروین اعتصامی». مجله ایران‌شناسی. تهران (۲۱).
- موید، حشمت (۱۳۶۸). «جایگاه پروین اعتصامی در شعر فارسی». مجله ایران‌شناسی. تهران (۲).

مقالات در دانشنامه ایرانیکا:
- Moayyad, Heshmat (1998). "EʿTEṢĀMĪ, PARVĪN". ENCYCLOPÆDIA IRANICA (به انگلیسی). Vol. VIII. p. ۶۶۶–۶۶۹. Archived from the original on 29 July 2015.
- BŪZJĀNĪ, DARWĪŠ ʿALĪ
- AḤMAD-E JĀM
- BOSḤĀQ AṬʿEMA
- ABŪ NAṢR MOŠKĀN
- FARHĀD (1)
- EʿTEṢĀMĪ, MĪRZĀ YŪSOF KHAN ĀŠTĪĀNĪ, EʿTEṢĀM-AL-MOLK
- FORŪGĪ BESṬĀMĪ, ʿABBĀS

به عنوان ویراستار:
- Maqāmāt-i Žanda Pīl (Aḥmad-i Ǧām) by Sadīd ad-Dīn Muḥammad Ibn Mūsā Ġaznawī. Bungāh-i Tarjumah va Nashr-i Kitāb, Tehran, 1961.
- Rawz̤at al-rayāḥīn by Darvish Ali Buzjani. Bungāh-i Tarjumah va Nashr-i Kitāb, Tehran, 1966.

به عنوان نویسنده :
- Once a dewdrop : essays on the poetry of Parvin Eʻtesami. Costa Mesa, Calif. : Mazda Publishers, 1994.
- Stories from Iran : a Chicago anthology, 1921-1991. Washington, D.C. : Mage Publishers, 2002.
- The Colossal Elephant and his spiritual feats : Shaykh Ahmad-e Jâm : the life and legend of a popular Sufi saint of 12th century Iran. Costa Mesa, Calif : Mazda Publishers, 2004
- Necklace of the Pleiades: 24 Essays on Persian Literature, Culture and Religion. Leiden University Press, 2010.